# هنک تن کیت
هنک تن کاته (هلندی: Henk ten Cate؛ زادهٔ ۹ دسامبر ۱۹۵۴) مربی فوتبال اهل هلند است.
از باشگاه‌هایی که در آن بازی کرده‌است می‌توان به گو اهد ایگلز و ویتس‌آرنهم اشاره کرد.